# Onorificenze austriache
Elenco delle onorificenze e degli ordini di merito e cavallereschi distribuiti dall'Impero Austriaco e poi dalla Repubblica Austriaca.

## Sacro Romano Impero ed Impero Austriaco (sino al 1918)

### Ordini cavallereschi

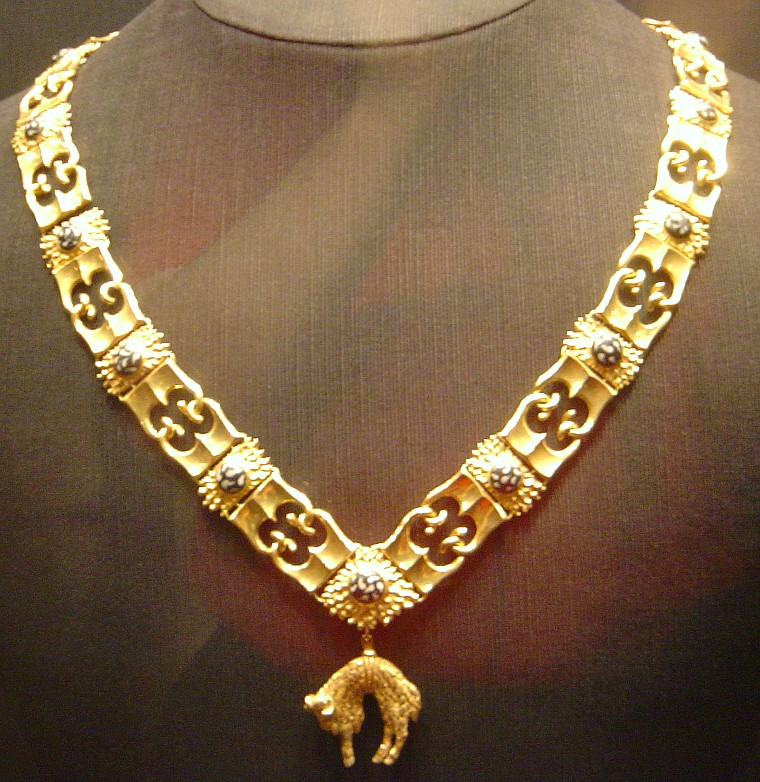
Il collare dell'Ordine del Toson d'Oro, la più prestigiosa onorificenza cavalleresca austriaca

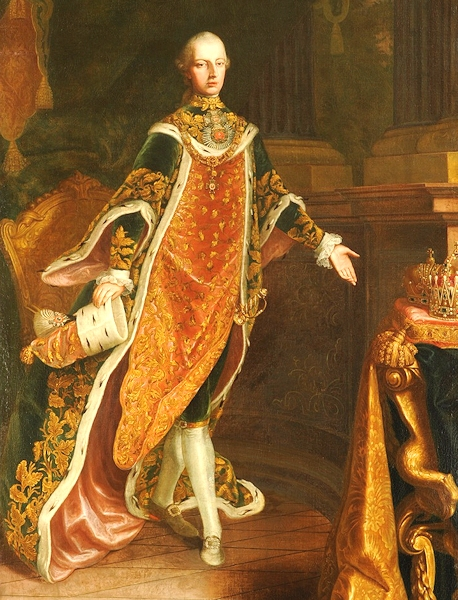
L'Imperatore Giuseppe II nel tipico abito dell'Ordine Reale di Santo Stefano d'Ungheria

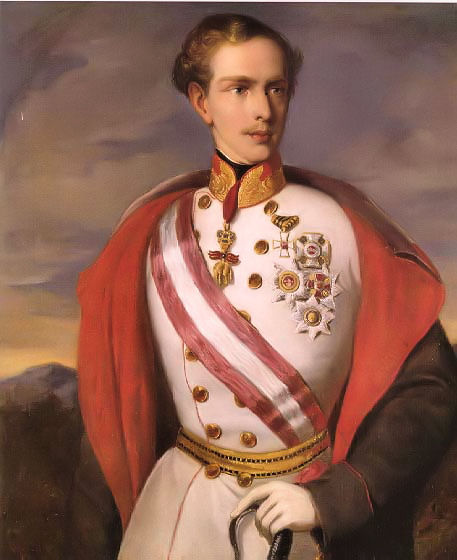
Un ritratto del giovane Imperatore Francesco Giuseppe: sul petto alcune delle più importanti onorificenze del medagliere austriaco

| Nastro | Onorificenza                             |
| ------ | ---------------------------------------- |
|        | Ordine della Treccia (estinto)           |
|        | Ordine del Toson d'Oro                   |
|        | Ordine Reale di Santo Stefano d'Ungheria |
|        | Ordine militare di Maria Teresa          |
|        | Ordine Imperiale di Leopoldo             |
|        | Ordine della Corona Ferrea               |
|        | Ordine Imperiale di Francesco Giuseppe   |
|        | Ordine Teutonico                         |
|        | Ordine dei Virtuosi                      |
|        | Ordine della Croce Stellata              |
|        | Ordine dell'amore verso il prossimo      |
|        | Ordine di Elisabetta Teresa              |
|        | Ordine di Elisabetta                     |

### Decorazioni di merito
| Nastro | Onorificenza                       | Anno di istituzione |
| ------ | ---------------------------------- | ------------------- |
|        | Croce al merito militare           | 1849                |
|        | Croce al merito (1º tipo)          | 1849-1860           |
|        | Croce al merito (2º tipo)          | 1860-1918           |
|        | Croce di ferro al merito (3º tipo) | 1916-1918           |
|        | Croce di guerra per meriti civili  | 1915                |

### Medaglie al coraggio
| Nastro | Onorificenza                                             | Anno di istituzione |
| ------ | -------------------------------------------------------- | ------------------- |
|        | Medaglia d'onore al valor militare o Tapferkeit medaille | 1789                |

### Medaglie al merito
| Nastro | Onorificenza                                | Anno di istituzione |
| ------ | ------------------------------------------- | ------------------- |
|        | Medaglia al merito militare (Signum Laudis) | 1890                |

### Medaglie di merito militari e civili

#### XVIII secolo
| Nastro | Onorificenza                                                                  | Anno di istituzione |
| ------ | ----------------------------------------------------------------------------- | ------------------- |
|        | Medaglia "Virtute et Exemplo"                                                 | 1764                |
|        | Medaglia al coraggio durante la ribellione del Paesi Bassi austriaci del 1790 | 1790                |
|        | Medaglia alla memoria per i volontari della provincia di Limburg              | 1790                |
|        | Medaglia di servizio dell'esercito austriaco nei Paesi Bassi austriaci        | 1792                |
|        | Medaglia della battaglia di Neerwinden                                        | 1793                |
|        | Medaglia di servizio per militari tirolesi del 1796                           | 1796                |
|        | Medaglia ai volontari di Olomouc                                              | 1796                |
|        | Medaglia di servizio per militari tirolesi del 1797                           | 1797                |
|        | Medaglia di servizio per la mobilitazione della Bassa Austria                 | 1797                |
|        | Medaglia d'onore per la battaglia di Villiers-en-Couche                       | 1798                |

#### XIX secolo
| Nastro | Onorificenza                                                     | Anno di istituzione |
| ------ | ---------------------------------------------------------------- | ------------------- |
|        | Croce di servizio per meriti religiosi                           | 1801                |
|        | Croce dell'aristocrazia boema                                    | 1803                |
|        | Croce d'armata del 1813/1814 o Kanonenkreuz                      | 1814                |
|        | Croce al merito civile del 1813/1814                             | 1814                |
|        | Medaglia di servizio per militari tirolesi del 1838              | 1838                |
|        | Medaglia alla memoria della difesa nazionale del Tirolo del 1848 | 1848                |
|        | Croce al servizio civile                                         | 1850                |
|        | Medaglia della campagna militare del 1864 (Schleswig-Holstein)   | 1864                |
|        | Medaglia alla memoria della difesa nazionale del Tirolo del 1866 | 1866                |
|        | Medaglia delle truppe civili di Praga                            | 1866                |
|        | Marianerkreuz                                                    | 1871                |
|        | Medaglia di guerra                                               | 1873                |
|        | Medaglia per le scienze e per le arti                            | 1887                |
|        | Medaglia della navigazione del 1892/1893                         | 1893                |
|        | Medaglia d'onore per 40 anni di servizio militare                | 1898                |
|        | Medaglia del Feldmaresciallo Arciduca Alberto                    | 1899                |

#### XX secolo
| Nastro | Onorificenza                                                               | Anno di istituzione |
| ------ | -------------------------------------------------------------------------- | ------------------- |
|        | Medaglia commemorativa del 13º fanteria bavarese                           | 1901                |
|        | Medaglia per 25 anni di servizio per vigili del fuoco e pubblica sicurezza | 1905                |
|        | Medaglia alla memoria della difesa nazionale del Tirolo del 1859           | 1908                |
|        | Medaglia per l'annessione della Bosnia-Erzegovina                          | 1909                |
|        | Medaglia d'onore per vigili del fuoco                                      | 1911                |
|        | Croce d'onore del 1912/1913 o Mobilizationkreutz                           | 1913                |
|        | Croce di merito della Croce Rossa                                          | 1914                |
|        | Croce di Francesco Giuseppe                                                | 1916                |
|        | Croce di Carlo per la truppa                                               | 1916                |
|        | Medaglia ai feriti di guerra                                               | 1917                |
|        | Medaglia al servizio civile                                                | 1918                |

### Croce per anzianità di servizio militare
| Nastro | Onorificenza                             | Anno di istituzione |
| ------ | ---------------------------------------- | ------------------- |
|        | Croce per anzianità di servizio militare | 1849                |

### Medaglie di incoronazioni e giubilei
| Nastro | Onorificenza                                                               | Anno di istituzione |
| ------ | -------------------------------------------------------------------------- | ------------------- |
|        | Medaglia dell'incoronazione del 1790                                       | 1790                |
|        | Medaglia dell'incoronazione del 1792                                       | 1792                |
|        | Medaglia commemorativa per la costituzione dell'Impero Austriaco           | 1804                |
|        | Medaglia di guerra per il 25º anno di regno                                | 1873                |
|        | Medaglia per il 50º anno di regno per militari o Signum Memoriae           | 1898                |
|        | Medaglia per il 50º anno di regno per vedove di militari o Signum Memoriae | 1898                |
|        | Medaglia per il 50º anno di regno per civili o Signum Memoriae             | 1898                |
|        | Croce per il 60º anno di regno                                             | 1908                |
|        | Croce militare per il 60º anno di regno                                    | 1908                |

## Seconda Repubblica Austriaca (dal 1945)

### Onorificenze
| Nastro | Onorificenza                                            |
| ------ | ------------------------------------------------------- |
|        | Ordine al merito della Repubblica austriaca             |
|        | Medaglia per le scienze e per le arti                   |
|        | Medaglia per i contributi alla liberazione dell'Austria |
|        | Decorazione al merito militare                          |

### Medaglie
| Nastro | Onorificenza                                          |
| ------ | ----------------------------------------------------- |
|        | Medaglia per operazioni delle forze armate austriache |
|        | Medaglia al servizio militare                         |
|        | Medaglia della milizia                                |

### Decorazioni deiLander
Ciascuno dei nove lander che compone lo stato austriaco dispone di propri premi di riconoscimento che differiscono l'uno dall'altro e vengono concessi per meriti specifici nei confronti di questa o quella provincia, oltre che nello sport e nell'impegno al prossimo.

#### Burgenland
| Nastro | Onorificenza                                                                         |
| ------ | ------------------------------------------------------------------------------------ |
|        | Decorazione del Burgenland                                                           |
|        | Medaglia dei vigili del fuoco del Burgenland                                         |
|        | Medaglia per il salvataggio di vite umane                                            |
|        | Medaglia d'onore per azioni sul campo dei vigili del fuoco e dei servizi di soccorso |
|        | Decorazione sportiva del Burgenland                                                  |

#### Carinzia
| Nastro | Onorificenza                                                  |
| ------ | ------------------------------------------------------------- |
|        | Ordine di stato della Carinzia                                |
|        | Decorazione della Carinzia                                    |
|        | Croce d'onore della Carinzia per il salvataggio di vite umane |
|        | Alloro della Carinzia per il volontario                       |
|        | Medaglia dei vigili del fuoco della Carinzia                  |

#### Bassa Austria
| Nastro | Onorificenza                                                                         |
| ------ | ------------------------------------------------------------------------------------ |
|        | Decorazione al merito della Bassa Austria                                            |
|        | Medaglia al merito della Bassa Austria                                               |
|        | Medaglia della Bassa Austria per i soccorsi nelle catastrofi                         |
|        | Croce d'onore della Carinzia per il salvataggio di vite umane                        |
|        | Medaglia dei vigili del fuoco della Bassa Austria                                    |
|        | Medaglia d'onore per azioni sul campo dei vigili del fuoco e dei servizi di soccorso |
|        | Decorazione sportiva della Bassa Austria                                             |

#### Alta Austria
| Nastro | Onorificenza                                                   |
| ------ | -------------------------------------------------------------- |
|        | Decorazione al merito dell'Alta Austria                        |
|        | Medaglia dell'Alta Austria per il salvataggio di vite umane    |
|        | Medaglia dell'Alta Austria per i soccorsi nelle catastrofi     |
|        | Medaglia della cultura dell'Alta Austria                       |
|        | Decorazione dell'Alta Austria per meriti di lavoro coi giovani |
|        | Medaglia sportiva dell'Alta Austria                            |

#### Salisburghese
| Nastro | Onorificenza                                                |
| ------ | ----------------------------------------------------------- |
|        | Anello del Salisburghese                                    |
|        | Decorazione al merito del Salisburghese                     |
|        | Medaglia del Salisburghese per servizi alla comunità        |
|        | Medaglia del Salisburghese per il salvataggio di vite umane |
|        | Medaglia al merito Pro-Caritate                             |
|        | Decorazione sportiva del Salisburghese                      |
|        | Alloro d'onore del Salisburghese per gli sportivi           |

#### Stiria
| Nastro | Onorificenza                                                         |
| ------ | -------------------------------------------------------------------- |
|        | Anello della Stiria                                                  |
|        | Decorazione al merito della Stiria                                   |
|        | Medaglia della Stiria per il salvataggio di vite umane               |
|        | Medaglia della Stiria per i soccorsi nelle catastrofi                |
|        | Medaglia della Stiria per anzianità di servizio nei vigili del fuoco |
|        | Decorazione sportiva della Stiria                                    |

#### Tirolo
| Nastro | Onorificenza                                         |
| ------ | ---------------------------------------------------- |
|        | Anello del Tirolo                                    |
|        | Decorazione al merito del Tirolo                     |
|        | Medaglia al merito del Tirolo                        |
|        | Medaglia del Tirolo                                  |
|        | Medaglia del Tirolo per il salvataggio di vite umane |
|        | Medaglia del Tirolo per i soccorsi nelle catastrofi  |
|        | Ordine dell'Aquila del Tirolo                        |
|        | Decorazione sportiva del Tirolo                      |

#### Vorarlberg
| Nastro | Onorificenza                                                       |
| ------ | ------------------------------------------------------------------ |
|        | Decorazione al merito del Vorarlberg                               |
|        | Medaglia al merito del Vorarlberg                                  |
|        | Ordine di Montfort                                                 |
|        | Medaglia ai vigili del fuoco del Vorarlberg                        |
|        | Medaglia al merito del Vorarlberg                                  |
|        | Decorazione sportiva del Vorarlberg                                |
|        | Medaglia per servizio lodevole della polizia locale del Vorarlberg |

#### Vienna
| Nastro | Onorificenza                                           |
| ------ | ------------------------------------------------------ |
|        | Decorazione d'onore della provincia di Vienna          |
|        | Medaglia ai vigili del fuoco della provincia di Vienna |